# 辻沙绘
辻沙绘（日语：／ Tsuji Sae，1994年10月28日—），日本女子田径运动员。她曾代表日本参加2016年和2020年夏季残疾人奥林匹克运动会田径比赛，其中2016年夏季残奥会获得一枚铜牌。